# Desafio da Momo
"Desafio da Momo" ou "Desafio Momo" (em inglês, Momo Challenge) é um boato, ou uma lenda urbana, sobre um desafio espalhado nas redes sociais e mensagens instantâneas, sobre o aparecimento de uma boneca durante vídeos infantis e, também sobre  um usuário chamado "Momo" (inspirado na escultura Mãe Pássaro) que incentivaria crianças e adolescentes a realizar tarefas perigosas, que incluíam ataques violentos e suicídio.
Apesar de em 2019 ter-se afirmado que o fenômeno havia atingido proporções mundiais em julho de 2018, o número de queixas reais era relativamente pequeno e nenhuma agência policial confirmou que alguém tenha sido diretamente afetado. A conscientização do suposto desafio aumentou em fevereiro de 2019, após a Polícia da Irlanda do Norte publicar uma advertência pública no Facebook e a personalidade americana Kim Kardashian posta no Instagram um story pedindo que o YouTube removesse os vídeos que apareciam a Momo.
As autoridades brasileiras não confirmaram nenhum caso ligado a este desafio. Em julho de 2018, a organização nacional SaferNet foi abordada por pais preocupados e, advertiu que este é apenas um dos vários esquemas para extorquir dinheiro e informações pessoais. Em março de 2019, houve um ressurgimento do fenômeno no Brasil; alegava-se que o desafio aparecia na plataforma YouTube Kids, embora não haja indício da existência do vídeo original.

## Contexto e reação
O Desafio da Momo ganhou atenção pública em julho de 2018, quando foi notado por um youtuber, ReignBot. Tendo adolescentes como público-alvo, pessoas que se apresentam como "Momo" em mensagens do WhatsApp tentam convencer estes a contatá-las através do celular, semelhante a outros "desafios" da Internet, como o da Baleia Azul, onde os jogadores são instruídos a realizar uma sequência de tarefas, e a recusa em executá-las era respondida com ameaças. As mensagens são acompanhadas por imagens assustadoras ou sangrentas.
Embora as autoridades não tenham confirmado nenhum dano físico causado diretamente por este "desafio", forças policiais e administrações escolares em vários continentes emitiram alertas sobre o Desafio da Momo e reforçaram conselhos comuns sobre segurança na Internet. O WhatsApp está incentivando seus usuários a bloquear números de telefone envolvidos nessa prática e relatá-los à companhia.
Ao comentar sobre os numerosos rumores de suicídio relacionados ao Desafio da Momo, especialistas em segurança na web e folcloristas que estudam lendas urbanas afirmaram que o fenômeno é provavelmente um caso de pânico moral: uma farsa sensacionalista alimentada por relatos sem verificação na mídia. Benjamin Radford diz que "o Jogo da Baleia Azul e o Desafio da Momo têm todas as características de um pânico moral clássico", "alimentado pelo medo dos pais em querer saber o que seus filhos estão fazendo. Há um medo inerente em relação a o que os jovens estão fazendo com tecnologia". Em setembro de 2018, a maioria dos números de telefone associados a "Momo" estavam fora de serviço.  O fundador do site de verificação de fatos Snopes, David Mikkelson, duvida que alguém tenha sido prejudicado e disse que a coisa toda "deve ser principalmente resultado de valentões e pregadores de peças se aproveitando de um mecanismo conveniente para incitar e atormentar jovens vulneráveis, e não uma parte intrínseca de um desafio específico nas redes sociais".

## Repercussão no mundo

### Argentina
Apesar de vários relatos da mídia estabelecerem provisoriamente uma relação entre o Desafio da Momo e o suicídio de uma menina de 12 anos de Ingeniero Maschwitz, nenhuma ligação confirmada pelas autoridades.

### Canadá
Na província de Quebec, as forças policiais locais de Longueuil, Sherbrooke e Gatineau indicaram que pessoas em sua jurisdição foram abordadas para participar do Desafio da Momo, mas não relataram nenhuma vítima. Eles pedem que as pessoas não usem o número de telefone fornecido nas mensagens do WhatsApp e que enviem imagens de captura de tela do telefone para as autoridades policiais. A Real Polícia Montada do Canadá e outras forças policiais afirmam estar monitorando a disseminação do fenômeno, mas não puderam confirmar nenhuma vítima real.

### Colômbia
A polícia não confirmou notícias relacionando a morte de dois jovens em Barbosa ao Desafio Momo no início de setembro.

### Europa
Na França, um grupo do Departamento de Estado estava revisando a situação diariamente no final de julho de 2018. Uma queixa foi apresentada em novembro por um pai cujo filho cometeu suicídio.
Na Alemanha, a polícia só teve conhecimento de menções feitas em correntes. Eles estão pedindo à população que aja com prudência quando se deparar com esse tipo de contato pelo celular.
A polícia luxemburguesa confirmou um caso no seu território, mas nenhum dano foi causado.
Na Bélgica, o Ministério Público belga informou em 6 de novembro de 2018 que um menino de 13 anos havia sido vítima do Desafio Momo e se enforcou.
A Polícia Nacional da Espanha alertou as pessoas para que ficassem longe de novos pedidos de "desafio" que surgem no WhatsApp, indicando que o fenômeno Momo estava em moda entre os adolescentes.
No Reino Unido, a rede ITV abordou o assunto no programa diurno This Morning. Nicola Harteveld (cujo filho, segundo ela, foi alvo) e a psicóloga clínica Anna Colton apelaram para que não se procurasse por Momo na internet e aconselharam os pais a manterem-se informados sobre a atividade dos filhos pequenos on-line. Alguns administradores escolares divulgaram alertas sobre o fenômeno. Relatos sobre o suposto desafio e conscientização sobre ele aumentaram em fevereiro de 2019 depois que a Polícia da Irlanda do Norte emitiu uma advertência pública. Respondendo à cobertura do assunto por tablóides, o NSPCC, os Samaritans e o UK Safer Internet Centre emitiram declarações de que o Desafio da Momo é um boato. O pai que alertou a imprensa sobre o desafio disse posteriormente que seu filho não havia recebido mensagens de "Momo", mas apenas ouviu isso em uma conversa no pátio da escola.

### Índia
Em 29 de agosto de 2018, o Departamento de Investigação Criminal (CID) de Bengala Ocidental indicou que as alegações relatadas na mídia sobre a morte de dois adolescentes vinculados ao Desafio Momo eram "improváveis e desprovidas de qualquer evidência". O CID acredita que a maior parte do grande volume de convites do Desafio Momo na Índia se origina localmente como brincadeiras enviadas para espalhar o pânico. Um porta-voz do CID afirmou que "até agora, o jogo não fez nenhuma vítima, nem ninguém nos disse que tivesse jogado nem o primeiro nível".
A declaração do CID segue semanas de cobertura de notícias sobre casos não confirmados. Depois de ser alertada por um jovem que recebeu um convite do Desafio Momo, a polícia de Bengala Ocidental emitiu um alerta e a unidade de cibercrime abriu uma investigação. A polícia de Mumbai já havia começado a alertar a população, embora nenhuma queixa tenha sido apresentada. A polícia não confirmou o Desafio Momo tenha tido qualquer papel na morte de uma garota do 10º ano que cometeu suicídio depois de deixar uma nota expressando desânimo com notas baixas ou o suicídio de um estudante de engenharia em Chennai.
A Polícia de Odisha, ao emitir um comunicado, está pedindo à mídia que não publique relatos não confirmados ligando a morte de adolescentes ao Desafio da Momo.

### México
As autoridades mexicanas que investigam crimes na Internet distribuíram informações detalhadas aos pais sobre os métodos do esquema. Eles suspeitam que ele se espalhou através de um grupo no Facebook frequentado por jovens. Eles alertaram que os que forem pegos no esquema correm risco de automutilação, hacking e extorsão.

### Paquistão
O ministro de Tecnologia da Informação do Paquistão anunciou que o governo pretende criar leis tornando crime a distribuição do Desafio da Momo e do Jogo da Baleia Azul.

### Filipinas
As autoridades policiais emitiram avisos aos pais para ficarem atentos à atividade online de seus filhos depois que um menino de 11 anos morreu de aparente suicídio por overdose de drogas em 11 de janeiro de 2019, ligando o incidente ao desafio viral, embora nenhuma confirmação oficial de relação direta tenha sido estabelecida pelas autoridades.
Após os relatos, Raffy Tulfo e outros YouTubers expressaram suas condolências à família, encorajando que as crianças fossem monitoradas por seus pais. Eles também associaram o Jogo da Baleia Azul ao incidente.

### Estados Unidos
No início de agosto de 2018, várias forças policiais locais nos Estados Unidos alertaram a população sobre os perigos do fenômeno. Algumas jurisdições receberam várias queixas, mas nenhuma informou que alguém houvesse sido prejudicado.
A personagem Momo também apareceu no popular jogo Minecraft na forma de skins no jogo e mods não oficiais criados pelos usuários do jogo. Um policial em Ohio ficou preocupado em ver Momo na cópia do jogo do filho, devido à a possibilidade de que o mod pudesse levar à participação no Desafio Momo. Depois que as notícias começaram a delinear o elo entre o mod do Minecraft mod e o Desafio Momo, a Microsoft anunciou que estava tomando medidas para "restringir o acesso ao mod" em questão.

## Figura
Uma fotografia de uma escultura de um ubume, produzida pelo artista japonês Keisuke Aisawa na produtora Link Factory, foi popularmente usada para retratar a "Momo". A firma nega qualquer envolvimento com o boato. A escultura tem olhos esbugalhados e uma boca semelhante a um bico. Fotos da escultura foram publicadas on-line abertamente pela primeira vez em 2016. O restante da escultura, nem sempre mostrado pelos relatos da "Momo" ou pela mídia, consiste em um corpo pequeno, careca e parecido com uma galinha, com pés de ave e seios humanos.
As primeiras notícias afirmando que a imagem era de uma escultura da artista japonês Midori Hayashi mostraram-se incorretos. Hayashi indicou que a obra não era dela, e os usuários da Internet identificaram Aisawa como a fonte correta. Aisawa confirmou em março de 2019 que a escultura havia sido jogada fora em 2018, depois que seu material, borracha e óleos naturais apodreceram.